# واسیلیفکا
شهر واسیلیفکا (به روسی: Василівка) در استان زاپوریژیا در کشور اوکراین واقع شده‌است. جمعیت این شهر ۱۵٬۵۹۲ نفر  است.